# Епархија карансебешка
Епархија карансебешка (рум. Episcopia Caransebeșului) је епархија Банатске митрополије под јурисдикцијом Румунска православне цркве. Јурисдикција епархије се поклапа са територијом жупаније Караш-Северин.
Надлежни архијереј је епископ Лучијан, а седиште епархије је у Карансебешу у ком се налази стара Саборна црква Светог великомученика Георгија и нова Саборна црква Васкрсења Господњег и Светог пророка Илије.

## Историја
Први извори који сведоче о постојању епархије са седиштем у Карансебешу потичу с краја 17. и из 18. века. Међу епископима били су Срби и Румуни, а епархијско седиште је 1775. године премештено у Вршац.
Карансебешка епархија је обновљена 1865. године, а први епископ је био Јоан Попасу. Епархија је постојала све до фебруара 1949. године када је укинута, а њена територија је укључена у Темишварску архиепископију. Године 1994. је поново формирана.

## Епископи
Карансебешки епископи од оснивања 1865. године су:
- Јоан Попаси (1865—1889)
- Николаје Попеа (1889—1908)
- Мирон Кристеа (1910—1919)
- Јосиф Бадеску (1920—1933)
- Василе Лазареску (1933—1940)
- Венијамин Нистор (1940—1949)
- Емилијан Бирдаш (1994—1996)
- Лауренцију Стреза (1996—2005)
- Лучијан Мик (2006—)

## Протопрезвитерати
Епархија се састоји од четири протопрезвитерата:
- Протопрезвитерат Карансебеш
- Протопрезвитерат Решица
- Протопрезвитерат Баиле Херкулане
- Протопрезвитерат Нова Молдава

## Манастири
Под јурисдикцијом Карансебешке епархије се налази 11 манастира:
- Алмаж-Путна
- Баиле Херкулане
- Бребу
- Васиова
- Горња
- Калугара
- Нера
- Петрошница
- Пијатра Скриса
- Појана Марулуј
- Тејуш

Поред манастира у епархији постоје и бројни скитови, код Борлове (Мунтеле Мик), Валијуга (Семеник), Богалтина, Фенеша, Николинца, Варадије, Решице, Бауцара (Букова), Карансебеша (епископски метох), Марге, Глимбоке, Коронинија и Станчилове, као и црквено-културно насеље код Борловенија Векија и социјално-монашко насеље код Бозовича (Цара Алмажулуј).